# Abri Büttenloch

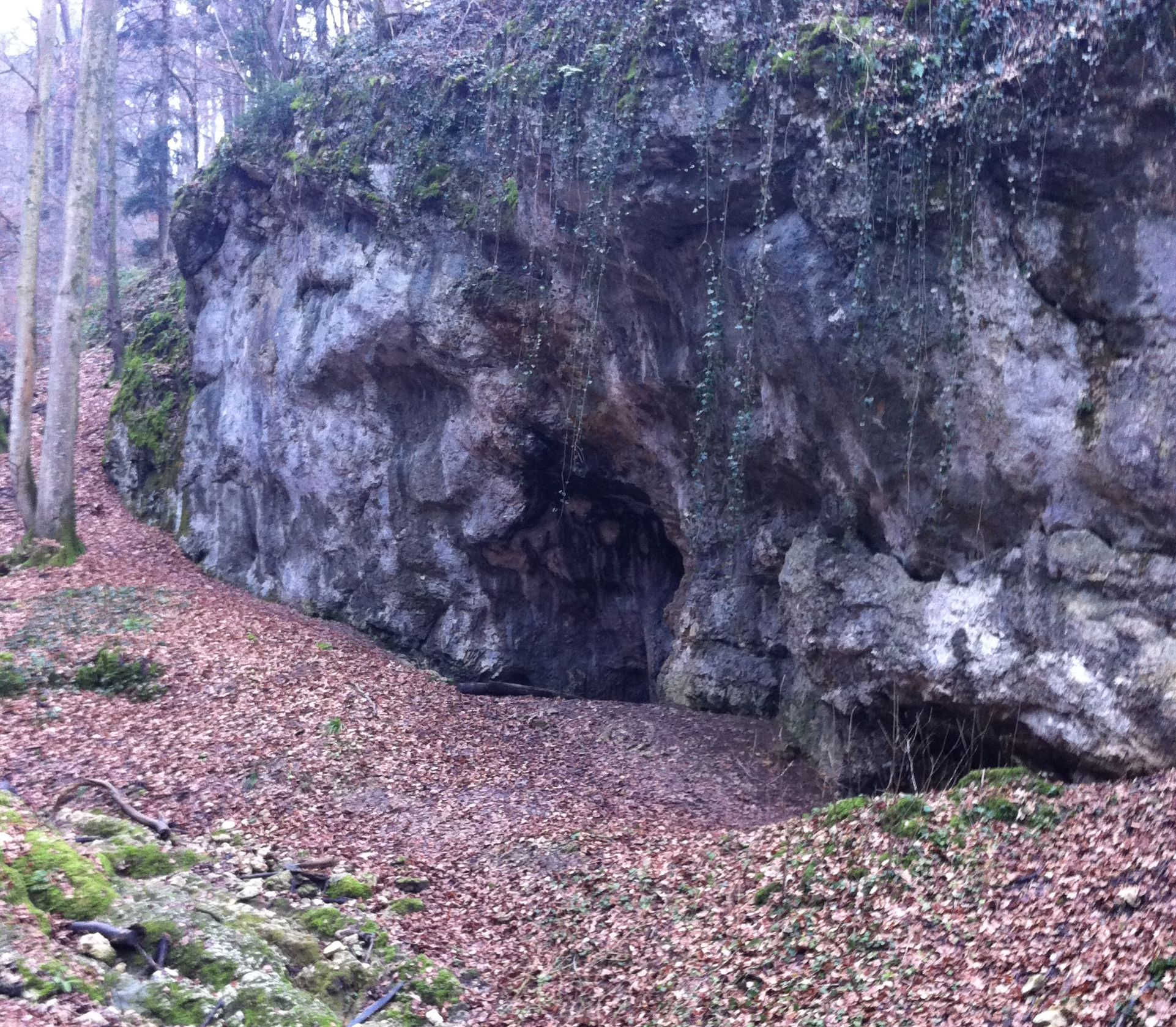
Büttenloch

Der Abri Büttenloch liegt am Ausgang eines Tals bei Ettingen im Bezirk Arlesheim des Kantons Basel-Landschaft zwischen dem Nordhang des Faltenjuras und dem des Leimentals in der Schweiz. Er war im Spätmagdalénien ein Jagdplatz.

## Schichten von oben nach unten
- Schicht D: braune Erde mit Kalkschutt und Keramikfragmenten aus der Hallstatt-, Spätlatène- und Römerzeit sowie dem Mittelalter
- Schicht C: Kalkschuttsediment, z. T. Sintergrus, ohne archäologische Funde
- Schicht B: graubraune Schicht mit Asche und angebrannten Steinen
- Schicht A: schwarze Brandschicht, verbrannter Kalkschutt, Asche- und Kohlereste mit «Herdplatten» einer Feuerstelle

Die untersten Schichtfolgen A und B mit relativ wenig Silexartefakten sind insgesamt max. 55 cm mächtig. Sie deuten auf eine zwei- oder mehrphasige kurzzeitige Nutzung, von kleinen Gruppen oder Einzelpersonen zwischen 12'500 und 12'000 v. Chr.
Es herrschte ein relativ warmes Klima des Bölling-Interstadials, während dem die Magdalénienleute und die Rentiere ihren Lebensraum allmählich nach Norden verlagerten.

## Flora
Die Flora war eine Strauchtundra mit Sanddorn, Wacholder, Weiden, Zwergbirken, Steppenrasen mit Meerträubel und Wermutkraut sowie Baumgruppen und kleine Waldbestände mit Birken (später Föhren).

## Fauna
Bei den Untersuchungen durch Fritz Sarasin (1859–1942) in den Jahren 1918–1922 wurden Feuersteinartefakte, Feuerstellen und viele Knochenreste von Luchs, Murmeltier, Rentier, Schneehase, Schneehuhn, Wildkatze, Ziesel und Pfeifhase gefunden.

### Funde
Rentierteile von 3–4 Individuen, eine Abwurfstange
mehr als 20 Schneehasen; überproportional viele Langknochen der Extremitäten mit Schnitt- und Bratspuren
mind. 40 Alpen- und Moorschneehühner, überproportional viele, meist unverbrannte Flügel mit charakteristischen Schnittspuren an Humerus (Oberarm) und Radius (Speiche). Die Flügel wurden vor dem Braten abgetrennt und die Knochen mit dem Fleisch herausgelöst. Flügel mit Federn können so leicht getrocknet werden.

## Lithische Funde
141 Feuersteinartefakte, davon 25 Werkzeuge (Bohrer, Kratzer, endretuschierte Lamellen mit Rücken, Klingen mit Hohlkerben und Stichel) und 35 Abschläge mit Gebrauchsretuschen, aus Hornstein von lokalen Lagerstätten mit unterschiedlicher Färbung und Musterung.